# Berishë
Berishë / Beriša (cyr. Бериша) – wieś w Kosowie, w regionie Prizren, w gminie Malishevë/Mališevo. W 2011 roku liczyła 136 mieszkańców. 